# Seed Savers Exchange
A Seed Savers Exchange, ou SSE, é uma organização sem fins lucrativos com sede perto de Decorah, Iowa, que preserva variedades de plantas antigas por meio de regeneração, distribuição e troca de sementes. É um dos maiores bancos de sementes não governamentais dos Estados Unidos. A missão da SSE é preservar o património mundial diversificado, mas ameaçado, de jardins para as gerações futuras, construindo uma rede de pessoas empenhadas em recolher, conservar e partilhar sementes e plantas antigas, e educar as pessoas sobre o valor da diversidade genética e cultural. Desde 1975, a Seed Savers produz um anuário anual com as ofertas de sementes dos membros, bem como várias edições do The Garden Seed Inventory e do The Fruit, Nut and Berry Inventory. A SSE também publica Seed to Seed: Seed Saving and Growing Techniques. A organização sem fins lucrativos vendeu sementes para cerca de 600 lojas de retalho nos Estados Unidos e Canadá.

## História
A SSE foi fundada por Kent Whealy e Diane Ott Whealy em 1975, inspirados para proteger e preservar variedades antigas depois de terem recebido as sementes de duas plantas antigas (um tomate alemão e uma videira ipoméia) que o seu bisavô trouxe para o EUA da Baviera em 1870. A organização organizou a sua primeira troca de sementes no mesmo ano da sua fundação entre trinta jardineiros numa lista de sementes de seis páginas.
A SSE iniciou um catálogo comercial de sementes em 2000. Hoje, tem mais de 13.000 membros em todo o mundo, repassando mais de um milhão de amostras de sementes e distribuindo mais de 20.000 variedades de sementes ameaçadas de extinção. A SSE publica anualmente uma lista de sementes dos membros no Seed Savers Yearbook, completa com uma descrição da cultura e a sua história conhecida.
Está sediada na Heritage Farm de 890 acre(s)s (3,6 km2), localizada a seis milhas (9,6 quilómetros) de Decorah, Iowa. A Heritage Farm foi originalmente comprada em 1986. Uma quinta biológica certificada, a Heritage é chamada de “quinta mais diversificada do mundo” pelo etnobotânico Gary Paul Nabhan . Na Heritage Farm, mais de 25.000 variedades raras de frutas, vegetais e plantas são regeneradas, refrigeradas e preservadas numa coleção central. Possui o seu próprio cofre subterrâneo de sementes, mantido em temperaturas abaixo de zero. A Heritage Farm mantém um registo histórico de cada variedade que mantém. Um rebanho de gado White Park e 900 variedades de macieiras também são mantidos na quinta. A Heritage Farm possui um centro de visitantes que oferece eventos e aulas.
Em dezembro de 2007, a Seed Savers Exchange fez um depósito inaugural de quase 500 variedades no Silo Global de Sementes de Svalbard que foi inaugurado em 26 de fevereiro de 2008 em Svalbard, Noruega. Foi o único grupo liderado por cidadãos nos Estados Unidos a contribuir para o Silo Global de Sementes de Svalbard no dia da inauguração. A SSE também possui sementes no Centro Nacional de Preservação de Recursos Genéticos localizado em Fort Collins, Colorado, EUA.
A SSE está envolvida num programa de doação de sementes para escolas e hortas comunitárias.